# جوليتا باريديس
جوليتا باريديس (بالإسبانية: Julieta Paredes)‏ (1967، لاباز في بوليفيا)؛ كاتِبة، ناشطة حقوق الإنسان وشاعرة بوليفية.